# Taube Nuss
Eine taube Nuss ist eine saloppe, abwertende deutsche Redensart und ein Synonym für einen Versager oder Nichtskönner.
Der Ausdruck rührt ursprünglich daher, dass das Adjektiv taub u. a. auch bedeuten kann, dass eine Sache den eigentlich erwarteten Inhalt bzw. eine Eigenschaft nicht aufweist bzw. hohl ist. In diesem Sinne spricht man analog auch von taubem Gestein, taubem Ei oder Taubnessel. 
Im Wortsinne bezeichnet der Begriff eine Nuss ohne bzw. mit vertrocknetem Inhalt. Der Begriff wurde auch in beleidigender Weise – hauptsächlich in der früheren Ausdrucksweise der ländlichen Bauernhofeigner, wo die Nachkommenschaft gesichert sein musste – symbolisch für eine Frau gebraucht, die keine Kinder bekommen kann.